# Hazaraspidi
Hazaraspidi su iranska lokalna dinastija kurdskog podrijetla koja je od 1115. do 1424. godine vladala planinskim područjima Zagrosa u današnjim pokrajinama Fars i Luristan. Vjersko obilježje hazaraspidske dinastije bio je sunitski islam, a vladali su kao namjesnici u službi Seldžuka, Ilkanata, Muzafarida i Timurida.

## Povijest
Osnivač hazaraspidske dinastije bio je Abu Tahir bin Muhamed koji je karijeru započeo kao vojskovođa u službi salguridskih atabegova iz Farsa. Imenovan je namjesnikom Kuhgiluja, no ubrzo je stekao visok stupanj samostalnosti u Luristanu. Kasnije je proširio politički utjecaj do Isfahana i stekao titulu atabega. Njegov sin Malik Hazarasp po kojem je nazvana sama dinastija vodio je uspješne vojne pohode protiv susjednih Salgurida, a sudjelovao je i u otporu horezmijskog vladara Džalal ad-Dina mongolskoj invaziji. Nakon uspostave mongolske kontrole nad Iranskoj visoravni, hazaraspidski vladar Takla sudjelovao je pohodu Hugalu-kana protiv Bagdada. Prilikom opsade tog grada ubijen je kalif pa je Takla odlučio dezertirati iz mongolske vojske, ali kasnije je uhvaćen i pogubljen prema Hugaluovoj zapovjedi. Mongolski vladar Abaka-kan potvrdio je lokalnu vlast Jusufa Šaha I. kojem je priznata ovlast nad Huzestanom, Kuhgilujom, Firuzanom (oko Isfahana) i Gulpaiganom. Njegov nasljednik Afrasiab I. pokušao je proširiti ovlasti do obala Perzijskog zaljeva, no u tom naumu spriječila ga je mongolska vojska koja je porazila njegovu vojsku kod Kuruda (okolica Kašana). Nakon toga Gajhatu mu je dozvolio da nastavi vladati ranijim pokrajinama, no pogubljen je 1296. godine. Prijestolnica Hazaraspida bio je grad Ideh na sjeveru današnje iranske pokrajine Huzestan. Jusuf Šah II. u pod svoju je vlast u 14. stojeću pripojio i gradove Šuštar, Huzgan i Basru. Dinastija proživljava teške trenutke kada u vrijeme vladavine Šamsa al-Din Pašanga njena područja napadaju Muzafaridi koji su privremeno zauzeli hazaraspidsku prijestolnicu Ideh. Godine 1424. tumuridski kralj Šahrok svrgava posljednjeg hazaraspidskog vladara Giasa al-Dina čime dinastija nestaje s političke pozornice.

## Vladari
1. Abu Tahir bin Muhamed (vl. 1148. – 1203.)
2. Malik Hazarasp (vl. 1204. – 1248.)
3. Emad al-Din (vl. 1248. – 1251.)
4. Nosrat al-Din (vl. 1252. – 1257.)
5. Takla (vl. 1257. – 1266.)
6. Šams al-Din Alp Argun (1266. – 1274.)
7. Jusuf Šah I. (vl. 1274. – 1288.)
8. Afrasiab I. (vl. 1288. – 1296.)
9. Nosrat al-Din Ahmad (vl. 1296. – 1330.)
10. Rokn al-Din Jusuf Šah II. (vl. 1330. – 1340.)
11. Mozafar al-Din Afrasiab II. (vl. 1340. – 1355.)
12. Šams al-Din Pašang (vl. 1355. – 1378.)
13. Malik Pir Ahmad (vl. 1378. – 1408.)
14. Abu Saed (vl. 1408. – 1417.)
15. Šah Husein (vl. 1417. – 1424.)
16. Gias al-Din (vl. 1424.)

## Poveznice
- Atabegovi
- Kurdi